# Vahl-lès-Bénestroff
Vahl-lès-Bénestroff – miejscowość i gmina we Francji, w regionie Grand Est, w departamencie Mozela.
Według danych na rok 1990 gminę zamieszkiwało 106 osób, a gęstość zaludnienia wynosiła 12 osób/km² (wśród 2335 gmin Lotaryngii Vahl-lès-Bénestroff plasuje się na 939. miejscu pod względem liczby ludności, natomiast pod względem powierzchni na miejscu 679.).